# 雷丁港 (新澤西州)
雷丁港（英語：Port Reading）是位於美國新澤西州米德爾塞克斯縣的普查規定居民點。

## 人口
根據2020年美國人口普查的數據，雷丁港的面積為5.72平方千米，當中陸地面積為5.12平方千米，而水域面積為0.58平方千米。當地共有人口3921人，而人口密度為每平方千米685.49人。